# ピアノソナタ第40番 (ハイドン)

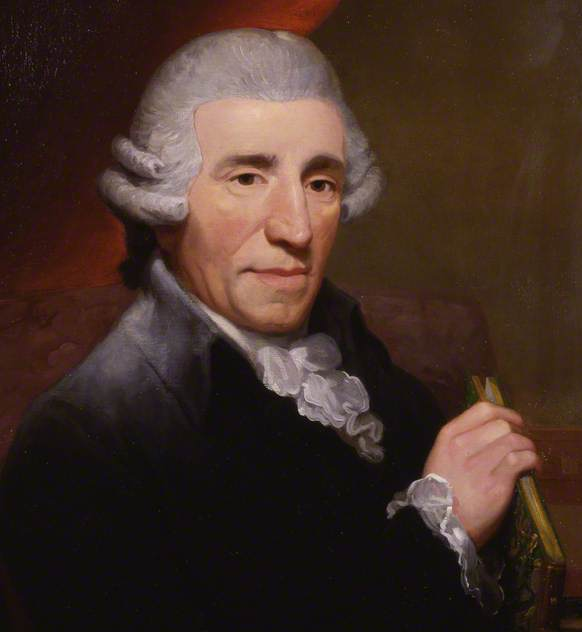
ハイドンの肖像画（トーマス・ハーディ作、1791年）

ピアノソナタ第40番 ト長調 作品37-1 Hob. XVI:40 は、フランツ・ヨーゼフ・ハイドンが作曲したピアノソナタ。ランドン版では第54番となっている。

## 概要
本作品は1784年に、第41(55)番、第42(56)番と共に「ソナタ集 第2巻」としてウィーンで出版されたことから、それ以前の作であることが確定されている。この曲集には、マリア・エステルハージ侯妃への献辞が書かれている。侯妃は、リヒテンシュタインの王女で、ハイドンが長年仕えたニコラウス・ヨーゼフ・エステルハージ侯の孫に当るニコラウス2世と1783年に結婚している。これらの3曲はすべて2楽章構成である。
また、この曲はソナタアルバムの第2巻に掲載されているため、よく知られた作品となっている。

## 曲の構成
全2楽章、演奏時間は約10分。このソナタはソナタ形式の楽章がひとつもないところが特徴的である。また、どちらの楽章もモチーフの変奏方法に重点を置いている。
- 第1楽章 アレグレット・インノチェンテ
ト長調、8分の6拍子、ロンド形式[2]。
「インノチェンテ (innocente)」とは「無邪気に」という意味。ロンドの主題と副主題が、毎回形を変えて交互に出現するため、2つの主題による変奏曲形式ともいわれる[1]。優しく、落ち着いた雰囲気を醸し出している[2][3]。

- 第2楽章 プレスト
ト長調、4分の4拍子、ロンド形式。
落ち着いた第1楽章に対して、第2楽章はより活発である[2]。